# Cełujki
Cełujki – wieś w Polsce położona w województwie lubelskim, w powiecie bialskim, w gminie Biała Podlaska.
| SIMC    | Nazwa | Rodzaj    |
| ------- | ----- | --------- |
| 1021292 | Osina | część wsi |

W latach 1975–1998 miejscowość administracyjnie należała do województwa bialskopodlaskiego.
Wieś jest sołectwem w gminie Biała Podlaska. Według Narodowego Spisu Powszechnego z roku 2011 wieś liczyła 275 mieszkańców.
Wierni Kościoła rzymskokatolickiego należą do parafii Najświętszego Serca Pana Jezusa w Sworach.